# Bradley Cole
Pour les articles homonymes, voir Brad Cole et Cole.
Bradley Cole est un acteur et chanteur américain, né le 11 février 1959 à Los Angeles (Californie).

## Biographie
Élevé à Malibu en Californie, Bradley Cole a une sœur et trois frères. Après une jeunesse turbulente, il étudie les Arts dramatiques à l'université Pepperdine de Malibu. Il tente sa chance à Hollywood sans grand succès. À New York, il décroche quelques petits rôles. En 1984, il décide de partir en Europe où il partage son temps entre Paris et Londres.

### Carrière en France
En France, il crée sa propre compagnie, Version originale, où il présente des auteurs américains contemporains. En 1991, il décroche le rôle d'un meurtrier puis d'un inspecteur dans la série télévisée Les Cinq Dernières Minutes ; il joue également dans la série Maguy aux côtés de Rosy Varte et Jean-Marc Thibault. C'est une série d'AB Productions qui le fait connaître auprès du public français : Les Filles d'à côté. Il y joue pendant presque deux ans. Il pose également pour des photos de mode, joue de la guitare depuis l'âge de huit ans. Passionné de musique depuis son adolescence, il sort un disque en français en 1994, Reviens donc chez-nous, et donne un concert de rock au Bataclan, à Paris, les 8 et 9 octobre 1994.

### Retour aux États-Unis
En 1996, il retourne aux États-Unis et y enregistre plusieurs disques de pop-rock. Il obtient un rôle récurrent dans plusieurs soap opéras : Haine et Passion, La Force du destin (2003) et Hôpital central (2011), rôles qui lui valent d’être connu du public américain.
Bradley Cole vit aujourd'hui à New York et travaille dans le domaine de la musique. Marié depuis 2005 à Yasuko Noada, le couple a deux enfants.

## Les Filles d'à côté
Bradley Cole joue le rôle de Daniel Green dans la sitcom française à succès Les Filles d'à côté (1993-1995) : il y incarne un photographe de mode américain. Gagnant très bien sa vie, il partage son appartement avec son ami Marc, qui vit à ses crochets. Marc abuse régulièrement de la générosité de Daniel et il arrive à lui faire croire ce qu'il veut. Très patient, Daniel prend sur lui et sait garder son calme. Même s'il explose parfois de colère, il finit toujours par le regretter et s'excuser auprès de son ami. Il quitte son appartement et la série dans l'épisode 165 pour aller s'installer à New York.
Lors d'un épisode d'Island détectives, Bradley Cole joue le rôle d'un photographe, clin d’œil à son personnage de Daniel.
Lors du concert qu'il donne au Bataclan en 1994, ses deux partenaires dans la série, Cécile Auclert et Christiane Jean - respectivement Fanny et Claire - sont présentes et le rejoignent sur scène à la fin du spectacle.

## Filmographie

### Au cinéma
- 1988 : Mon ami le traître : le radio US
- 1989 : Venus Wars : Will (voix)
- 1989 : Cinq jours en juin : un officier américain
- 1990 : Une femme parfaite (Sweet Revenge) : Larry Stevens
- 2004 : Brother to Brother : Macallister

### À la télévision
- 1984 : The Sun Also Rises (téléfilm) : un jeune lieutenant
- 1985 : Les Cinq Dernières Minutes (saison 2, épisode 14 : Tilt) de Jean-Pierre Desagnat : Red
- 1988 : Les Cinq Dernières Minutes (saison 2, épisode 55 : Pour qui sonne le jazz) de Gérard Gozlan : Inspecteur Jackson
- 1988 : King of the Olympics: The Lives and Loves of Avery Brundage (téléfilm) : Gilbert Ritchie
- 1991 : Le Voyageur (The Hitchhiker) (série) : Ted Bruce
- 1991 : Riviera (série de Patrick Bureau) : Sam
- 1991 : Cas de divorce : Stephen Gavor (épisode 24)
- 1992 : Force de frappe (Counterstrike) (série) : Baire
- 1992 : Maguy (épisodes : Bébé éprouvant et Allô Maguy ici Bébé) : Tony
- 1992 : La Mort au bout des doigts (Touch and Die) (téléfilm) : Harrison
- 1992 : Jewels (téléfilm) : Freddie Van Deering
- 1993 : Un privé sous les tropiques (série) : Mack Whitehead
- 1993 - 1994 : Les Filles d'à côté (série) : Daniel Green
- 1998 : USA High (série) : Baliff
- 1998 : Les Vacances de l'amour (série) : Paul Richardson
- 1999 : Island Détectives (épisode 6 : Photo star)
- 1999 - 2009 : Haine et Passion (The Guiding Light) (série) : Jeffrey O'Neill
- 2001 : Les Vacances de l'amour (série) : Brad Murray
- 2003 : La Force du destin (série) : Jordan
- 2005 : Independent Lens (série) : MacAllister
- 2011 : Hôpital central (General Hospital) (série) : Warren Bauer
- 2022 : Les Mystères de l'amour (série) :  Brad Murray (saison 28, épisode 23)

### Au théâtre
- 1998 : Frédérick ou le boulevard du crime d'Éric-Emmanuel Schmitt, mise en scène Bernard Murat, Théâtre Marigny

### Chansons
En tant que chanteur, il enregistre quatre albums :
- Tonite (1994) dont Bring it on home to me (1994), sorti en version française sous le titre Reviens donc chez-nous (Label : AB disques, pressage : AB 0406 2, année : 1994, adaptation de G. Aber)
- All your dreams (1997)
- In our time (2002)
- A human thing (2007)

## Sources
- Article paru le 14 août 2014 sur le site Internet Pure People
- Reportage-photo paru dans la revue Dorothée Magazine
- Reportage-photo paru dans le magazine Télé Club Plus no 30 de février 1995
- (en) Site officiel de Bradley Cole